# Neil Shicoff
Neil Shicoff (* 2. Juni 1949 in Brooklyn, New York) ist ein amerikanischer Opernsänger (Tenor).

## Leben
Er studierte bei seinem Vater Sidney Shicoff und an der Juilliard School of Music. Seinen ersten öffentlichen Auftritt hatte Shicoff bereits mit acht Jahren bei einer Hochzeit in der Synagoge, wo sein Vater erster Chasan war, und sein professionelles Debüt fand 1975 mit Verdis Ernani statt. Seine steile Karriere brachte ihn rasch an alle großen Bühnen der Welt. Schwerpunkte bildeten die Metropolitan Opera, die Wiener Staatsoper und das Opernhaus Zürich.
Sein Repertoire stammte hauptsächlich aus dem italienischen und französischen Fach und ist vergleichsweise schmal. Shicoff wählte seine Rollen mit Bedacht.
Shicoff verkörperte vorwiegend Antihelden, existentiell und nicht selten auch psychisch Gefährdete, die aus dem Gleichgewicht gekommen sind und vergeblich darum ringen, wieder ins Lot zu kommen. Seine darstellerische Energie stattet oft Figuren mit neuen Facetten aus, darunter auch Don José (Carmen) oder Cavaradossi (Tosca).
Seine größten Erfolge bildeten Massenets Werther, Offenbachs Hoffmann, Halévys Eléazar in La Juive sowie das Mittelfach bei Verdi
Im Frühjahr 2007 galt er (nicht zuletzt aufgrund seiner persönlichen Freundschaft zu Bundeskanzler Alfred Gusenbauer) als Favorit für den Posten des Direktors der Wiener Staatsoper, ihm wurde dann aber doch Dominique Meyer vorgezogen.
Im Februar 2014 debütierte Shicoff an der Volksoper Wien in der Partie des Kalaf in Puccinis Turandot.
Am 3. Mai 2015 verabschiedete sich Neil Shicoff mit der Gala "40 Jahre Bühne" vom Publikum der Wiener Staatsoper. Von 2015 bis 2016 war er Direktor des Michailowski-Theaters in St. Petersburg.

## Auszeichnungen
- 2003: Österreichisches Ehrenkreuz für Wissenschaft und Kunst I. Klasse
- 2003: Ehrenmitglied der Wiener Staatsoper
- 2004: Ehrenringträger der Wiener Staatsoper
- 2004: Ehrenmedaille der Bundeshauptstadt Wien
- 2006: Goldenes Ehrenzeichen für Verdienste um das Land Wien[3]
- 2009: Großes Ehrenzeichen für Verdienste um die Republik Österreich
- 2015: Österreichischer Musiktheaterpreis – Goldener Schikaneder für das Lebenswerk[4]